# يوركشاير

الوردة البيضاء رمز أسرة يورك الملكية قديما لا زالت من رموز المقاطعة

يوركشير (Yorkshire) مقاطعة تقليدية كبرى في شمال شرق إنجلترا، يحدها من الشرق بحر الشمال، وتحيط بها من الجوانب الأخرى ثماني مقاطعات.

## التقسيم الداخلي
تضم المنطقة مقاطعة يوركشاير الشمالية، ودائرة يوركشاير الشرقية، والمراكز الحضرية التسعة التي تشكل الجزء الجنوبي والجزء الجنوبي الغربي من يوركشاير، ومدينة يورك القديمة. أكبرها يوركشاير الشمالية، وهي تعد أكبر مقاطعة في إنجلترا، كما أنها ريفية الطابع على حين يتميز الجزءان الجنوبي والجنوبي الغربي من يوركشاير ويوركشاير الغربية، بأنهما صناعيان. تشغل منطقة يوركشاير 14,400 كم² وعدد سكانها 4,491,200 نسمة.
عاصمتها التقليدية بلدة نورثالرتون الصغيرة، ومدنها الرئيسية فهي:
- شيفيلد
- ليدز
- برادفورد
- هل
- يورك
- هاليفاكس
- دونكاستر.

## الطبيعة
يضم النصف الغربي من المقاطعة تلال البيناين التي يفوق ارتفاعها 600م، وتقسمها سلسلة من الصدوع الجيولوجية إلى نصفين أحدهما شمالي جيري والآخر جنوبي يتكون من الحجر الرملي. أما النصف الشرقي من يوركشاير الشمالية، فإنه يضم منطقتين جبليتين يبلغ أقصى ارتفاع لهما 460م. ومن جبال بناين تنبع معظم الأنهار التي تجري نحو الشرق مثل إيرديل وسويلديل ووينزليديل ووارفديل ونهر أوز.

## التاريخ
تعرضت المنطقة في العصر الحديدي لغزو الرومان الذين بنوا العديد من الطرق التي استخدموها في التعدين. وفي القرنين الثامن والتاسع الميلاديين غزاها الآنجلز ثم الفايكنج. أما النورمنديون فقد احتلوها في القرن الحادي عشر الميلادي وبنوا فيها العديد من القلاع الحربية.

## أعلام يوركشاير
- رئيس الوزراء هربرت أسكويث.
- رئيس الوزراء هارولد ويلسون.
- جورج هدسون صاحب السكك الحديدية.
- هيلين دنمور، روائية وشاعرة بريطانية.